# Catálogo Henry Draper

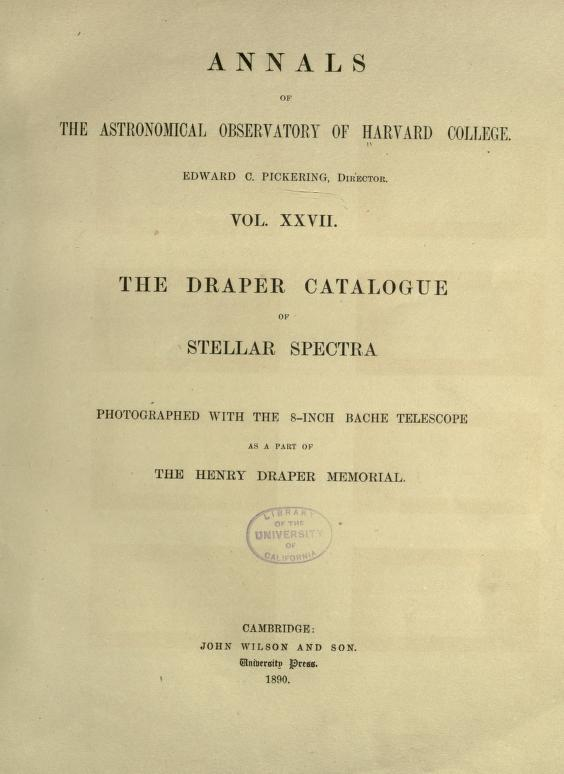
Portadilla del Catálogo Henry Draper (edición de 1890)

El Catálogo Henry Draper (en inglés Henry Draper Catalogue, HD) es una colección de datos estelares (astrométricos y espectroscópicos) reunidos en un catálogo estelar que contiene más de 225 000 estrellas. En 1949 se publicó una ampliación del catálogo (Henry Draper Catalogue Extension, HDE) con 135 000 estrellas más.En total, 359.083 estrellas fueron clasificadas.
El catálogo fue publicado por primera vez en el año de 1890, debido en gran parte al enorme trabajo de investigación de espectros estelares realizado por la astrónoma escocesa Williamina Fleming, y contenía en ese momento solo 10 000 estrellas. Pero posteriormente se fue ampliando entre los años 1918 y 1924, y fue compilado por Annie Jump Cannon y sus colaboradores del colegio Harvard College Observatory bajo la supervisión de Edward C. Pickering. Debe su nombre al astrónomo Henry Draper, cuya viuda donó el dinero requerido para financiar el proyecto.
Las estrellas presentes en el catálogo son de magnitud media 9 o inferior (cerca de cincuenta veces más tenues que la más débil de las estrellas visibles a simple vista). Esto hace que sea empleado por los astrónomos aficionados debido a la potencia de sus telescopios. El catálogo cubre todo el cielo y es notable por ser el primer intento de catalogar las estrellas de acuerdo a su tipo espectral.
En agosto de 2017, el catálogo contenía 359 083 estrellas.

## Nomenclatura
Las estrellas del catálogo se numeran con las letras HD (o HDE) seguidas de un número que va desde el 1 hasta el 225 300 en orden de ascensión recta para una época 1900.0. Las estrellas en el rango 225 301 - 359 083 proceden de extensiones realizadas en el año 1949. Actualmente la clasificación HD es ampliamente utilizada para estrellas que no disponen de designación de Bayer o de Flamsteed.

### Ejemplos
Numerosas estrellas son comúnmente identificadas por sus números HD:
- HD 48915 corresponde a Sirio (α Canis Maioris), la estrella más brillante del firmamento.
- HD 45348 corresponde a Canopo (α Carinae), la segunda estrella más brillante del cielo nocturno.
- HD 95735 corresponde a Lalande 21185, la cuarta estrella más cercana al sistema solar.
- HD 234677 corresponde a BY Draconis, estrella variable prototipo de un grupo de variables que lleva su nombre.
- HD 155358 es una enana amarilla en la constelación de Hércules con dos planetas extrasolares.
- HD 226656 con una declinación de solo +36' 12.4 se encuentra en la constelación de Cisne.
- HDE 269810, situada en la Gran Nube de Magallanes, es una de las estrellas más masivas que se conocen.